# مصير الكون

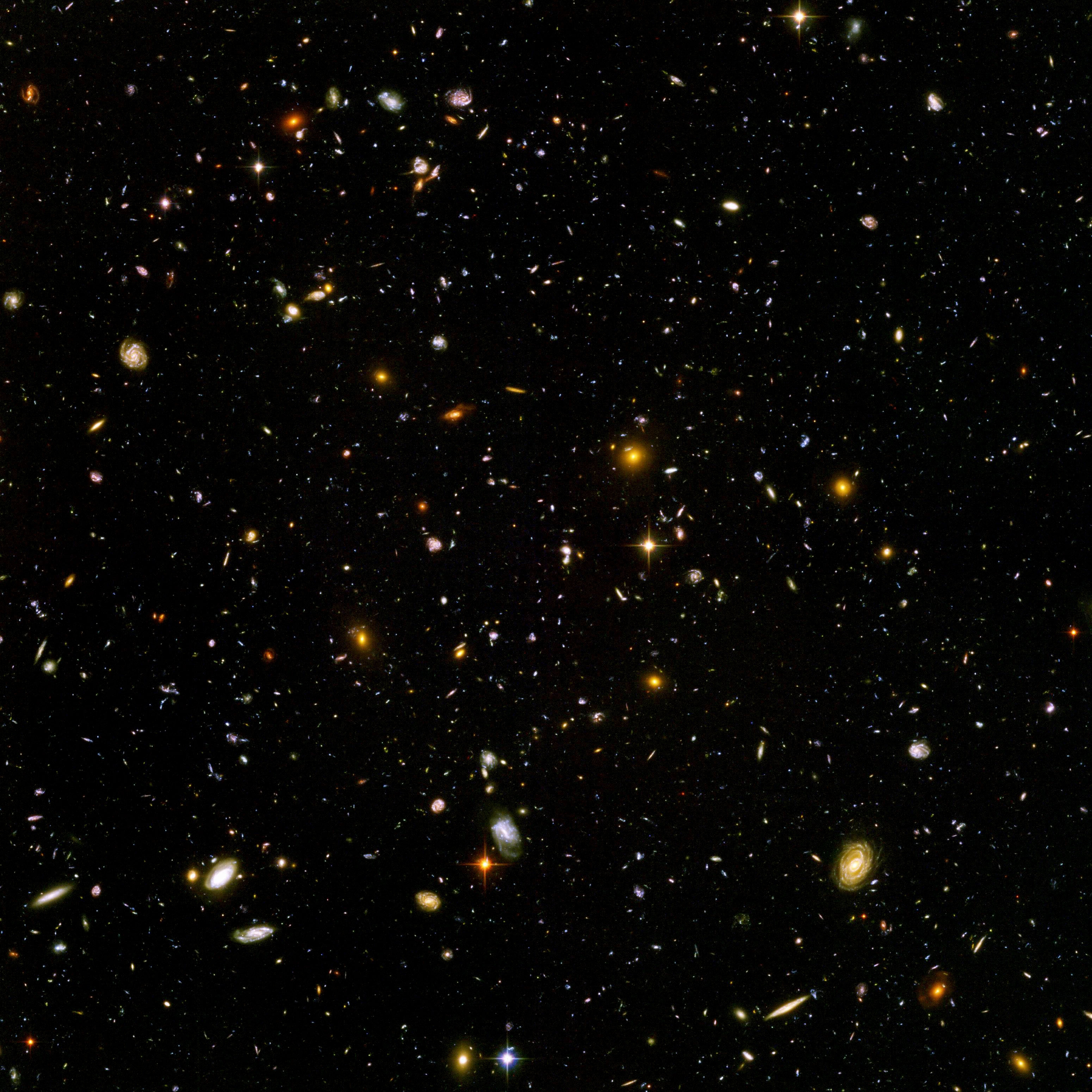
حقل هابل الفائق العمق، هو صورة لمنطقة صغيرة من الفضاء في كوكبة Fornax، تم تركيبها من بيانات تلسكوب هابل الفضائي المتراكمة على مدى فترة من 3 سبتمبر 2003 حتى 16 يناير 2004.

إن مصير الكون هو موضوع في علم الكون الفيزيائي، ولهذا العلم قيود نظرية تسمح بوصف وتقييم السيناريوهات المحتملة لتطور الفضاء الكوني ومصيره النهائي. بناءً على الأدلة الملاحظة المتوفرة، أصبحت الأسئلة عن تحديد مصير الكون وتطوره صائبة، وهذا يتجاوز القيود غير القابلة للاختبار للمعتقدات الأسطورية أو اللاهوتية. لقد تم التنبؤ بالعديد من الأحداث المستقبلية المحتملة، من خلال فرضيات علمية مختلفة، بما في ذلك أن الكون ربما كان موجودًا لفترة محدودة وغير محدودة، أو نحو شرح طريقة وظروف بدايته.
وجدت المشاهدات التي أجراها إدوين هابل خلال عشرينيات وخمسينيات القرن الماضي أن المجرات تبدو وكأنها تبتعد عن بعضها البعض، مما يؤدي إلى نظرية الانفجار العظيم المقبولة حاليًا.
ثمة أدلة على وقوع الانفجار الكبير فمن ناحية أولى، لاتزال المجرات تجري مبتعدة عن الانفجار، ومن ناحية ثانية، عثر الفلكيون عام 1965 على حرارة خافتة جدا في الفضاء هي أثر الحرارة الخيالية الصادرة عن الانفجار الكبير. حيث يعتقد بعض الفلكيين أن الكون لابد أن يحوي ( كتلة مفقودة )، وهي مادة غير مرئية يؤمن الفلكيون بوجودها بسبب أثر جاذبيتها، فلو كان الكون لايضم هذه المادة، لكان قد توسع بعد الانفجار الكبير بسرعة بالغة فأستحال تكون المجرات. ولم يجري تقصي هذه الكتلة المفقودة بعد لكنها تبلغ تقريبا عشرة أضعاف كتلة النجوم والسدم المرئية.
يشير هذا إلى أن الكون بدأ ـصغيرًا جدًا وكثيفًا للغايةـ قبل حوالي 13.8 مليار عام، وقد تمدد وأصبح (بمعدل متوسط) أقل كثافة من ذلك الحين. يعتمد تأكيد الانفجار العظيم في الغالب على معرفة معدل التمدد، ومتوسط كثافة المادة، والخصائص الفيزيائية لتكافؤ الكتلة-الطاقة في الكون.
هناك إجماع قوي بين علماء الكون على أن الكون يعتبر مسطحًا، (انظر شكل الكون) وسيستمر في التمدد إلى الأبد.
تشمل العوامل التي يجب مراعاتها عند تحديد أصل الكون ومصيره النهائي: متوسط حركات المجرات، وشكل الكون وبنيته، وكمية المادة المظلمة والطاقة المظلمة التي يحتويها الكون.

## الأسس العلمية الناشئة

### النظرية
أصبح الاستكشاف العلمي النظري للمصير النهائي للكون ممكنًا مع نظرية النسبية العامة لألبرت أينشتاين عام 1915. إذ يمكن توظيف النسبية العامة لوصف الكون على أكبر مدًى ممكن. هناك العديد من الحلول الممكنة لمعادلات النسبية العامة، ويحتوي كل حل على مصير نهائي محتمل للكون. اقترح ألكسندر فريدمان عدة حلول -معادلات فريدمان- في عام 1922، كما فعل جورج لومتر في عام 1927. بعض هذه الحلول كان، أن الكون تمدد من التفرد الجذبوي الذي كان أساسًا الانفجار العظيم.

### المشاهدات
في عام 1931، نشر إدوين هابل استنتاجه، بناءً على مشاهداته عن النجوم المتغيرة السيفيدية (متغير قيفاوي) في المجرات البعيدة، بأن الكون كان يتمدد. منذ ذلك الحين، كانت بداية الكون ونهايته المحتملة موضوع بحث علمي جاد.

### نظرية الانفجار العظيم ونظرية الحالة الثابتة
في عام 1927، وضع جورج لومتر نظرية وأصبحت تسمى فيما بعد نظرية الانفجار العظيم لأصل الكون. في عام 1948، وضع فريد هويل نظريته المتعارضة «الحالة الثابتة» والتي هي عبارة عن أن الكون يتمدد باستمرار مع تشكل وخلق مواد جديدة، وبذلك يبقى الكون دون تغيير إحصائيًا. كانت هاتين النظريتين بمنافسة نشطة حتى عام 1965، حيث اكتُشف إشعاع الخلفية الكونية الميكروي من قبل آرنو بينزياس وَروبرت ويلسون، وهي حقيقة تمثل تنبؤًا مباشرًا لنظرية الانفجار العظيم، وهي الحقيقة التي لم تستطع نظرية الحالة الثابتة الأصلية مراعاتها. ونتيجة لذلك، سرعان ما أصبحت نظرية الانفجار العظيم وجهة النظر الأكثر انتشارًا لأصل الكون.

### الثابت الكوني
عندما أعد أينشتاين النسبية العامة، آمن هو ومعاصروه بِكون ساكن. عندما وجد أينشتاين أن معادلاته يمكن حلها بسهولة بطريقة تسمح للكون أن يتمدد الآن، ويتقلص في المستقبل البعيد، أضاف إلى تلك المعادلات ما أسماه ثابتًا كونيًا، بشكل أساسي كثافة طاقة ثابتة لا تتأثر بأي تمدد أو تقلص، والذي كان دوره هو تعويض تأثير الجاذبية على الكون ككل بطريقة تجعل الكون ساكنًا.
بعد أن أعلن هابل عن استنتاجه بأن الكون يتمدد، كتب أينشتاين أن الثابت الكوني الذي أضافه كان «أعظم خطأ في حياتي».

### معيار الكثافة
إن المعيار المهم في نظرية مصير الكون هو معيار الكثافة، أوميجا ({\displaystyle \Omega })، والذي يعرف بأنه معدل كثافة المادة للكون مقسومة على القيمة الحرجة لتلك الكثافة. يدل هذا المعيار على الشكل الهندسي الممكن للكون والمختار من ثلاث أشكال هندسية اعتمادًا على ما إذا كانت أوميجا ({\displaystyle \Omega }) تساوي أو تقل عن أو أكبر من 1. تسمى هذه الأشكال، على التوالي، الأكوان المسطحة والمفتوحة والمغلقة. تشير هذه الصفات الثلاثة إلى الشكل الهندسي الشامل للكون، وليس إلى الانحناء المحلي للزمكان (للزمان المكاني) الناجم عن مجموعات من الكتل الأصغر (على سبيل المثال، المجرات والنجوم). إذا كان المحتوى الأساسي للكون مواد خاملة، كما هو الحال في نماذج الغبار الشائعة في معظم القرن العشرين، فسيكون هناك مصير معين يتوافق مع كل هندسة. ومن هنا، استهدف علماء الكون تحديد مصير الكون من خلال قياس الأوميجا ({\displaystyle \Omega })، أو ما يعادله وهو معدل تباطؤ التمدد.

### قوة التنافر
ابتداء من عام 1998، فُسرت المشاهدات عن المستعرات العظمى في المجرات البعيدة على أنها متسقة مع الكون الذي يتسارع تمدده. لقد صُممت النظريات الكونية اللاحقة لتسمح بهذا التسارع المحتمل، عن طريق استخدام الطاقة المظلمة بشكل شبه دائم (الطاقة الدائمة في أبسط صورها هي مجرد ثابت كوني إيجابي). بشكل عام، تعتبر الطاقة المظلمة مصطلحًا جذابًا لأي مجال مفترض به ضغط سلبي، أي عادةً بكثافة تتغير مع تمدد الكون.

## دور شكل الكون
إن الإجماع العلمي الحالي لمعظم علماء الكون هو أن المصير النهائي للكون يعتمد على الشكل العام التابع له، وكمية الطاقة المظلمة التي يحتويها، وعلى معادلة الحالة التي تحدد كيف تستجيب كثافة الطاقة المظلمة لتمدد الكون. استنتجت المشاهدات المؤخرة، من 7.5 مليار سنة بعد الانفجار الكبير، أنه من المرجح أن يزداد معدل تمدد الكون، بما يتناسب مع نظرية الكون المفتوح. ومع ذلك، تشير قياسات حديثة أخرى أجراها مسبار ويلكينسون لتباين الأشعة الكونية إلى أن الكون إما مسطح أو قريب جدًا من التسطّح.

### نموذج الكون المغلق
إذا كانت أوميجا أكبر من واحد {\displaystyle \Omega >1}، فسيُغلق الشكل الهندسي للفضاء متل سطح الشكل الكروي. وسيتجاوز مجموع زوايا المثلث 180 درجة ولا توجد خطوط متوازية؛ جميع الخطوط ستلتقي في نهاية المطاف. إن الشكل الهندسي للكون على الأقل على نطاق واسع جدًا، سيكون إهليلجي. في الكون المغلق، توقف الجاذبية أخيرًا تمدد الكون، وبعد ذلك سيبدأ في التقلص حتى تتبدد كل مواد الكون إلى نقطة واحدة، وتسمى التفرد النهائي «الانسحاق الشديد»، على عكس الانفجار العظيم. تفترض بعض النظريات الحديثة أن الكون قد يحتوي على كمية كبيرة من الطاقة المظلمة، والتي قد تكون قوتها التنافرية كافية للتسبب في استمرار تمدد الكون إلى الأبد -حتى لو كانت أوميجا أكبر من واحد.

### نموذج الكون المفتوح
إذا كانت أوميجا أصغر من واحد. يتوقع فيه العلماء أن الكون سوف يستمر في التمدد إلى ما لا نهاية، وذلك بافتراض استمرار قوة الدفع إلى الخارج بمعدل أقوى من قوى الجاذبية التي تشد الكون إلى الداخل في اتجاه مركزه.

### الكون المتذبذب
نموذج الكون المتذبذب (Oscillating Universe): يتوقع فيه العلماء أن الكون سوف يبقى متذبذباً بين الانسحاق والانفجار، أي بين الانكماش والتمدد في دورات متتابعة ولكنها غير متشابهة إلى مالا نهاية تبدأ بمرحلة التكدس على الذات ثم الانفجار والتمدد ثم التكدس مرة أخرى وهكذا.